# Leopold Adler
Leopold Adler (12. července 1848 Praha – 8. května 1924 Brașov) byl český fotograf se zaměřením na tvorbu portrétů.

## Životopis
Leopold Adler měl asi 10 sourozenců, vyrůstal v Praze-Nuslích a otec Markus Adler měl chemickou výrobnu. Jako fotografický živnostník zřejmě začínal v Kronstadtu v Sedmihradsku, asi v roce 1870–1871 si zde zřídili s bretrem Moritzem fotografický ateliér. Z tohoto ateliéru se dochovaly vizitky. Od roku 1872 začal ateliér fungovat pod názvem „Bratři Adlerové“ a od roku 1875 byl hlášen v tomto ateliéru pouze Leopold. Leopold Adler se pomalu stal jedním z nejvýznamnějších fotografů jihovýchodní části Rakousko-Uherska, Sedmihradska (součásti dnešního Rumunska), a to díky nejenom portrétní tvorbě ale hlavně místopisnou fotografií.
Jeho bratr Moritz Adler ze Sedmihradska odešel hledat uplatnění jako fotograf do jiných měst. Po roce 1881 provozoval fotografické živnosti v Praze na Novém Městě. Dle údajů z pražských archivů i další sourozenec, Adolf Adler, byl „fotografem v Sedmihradsku“.

## Galerie

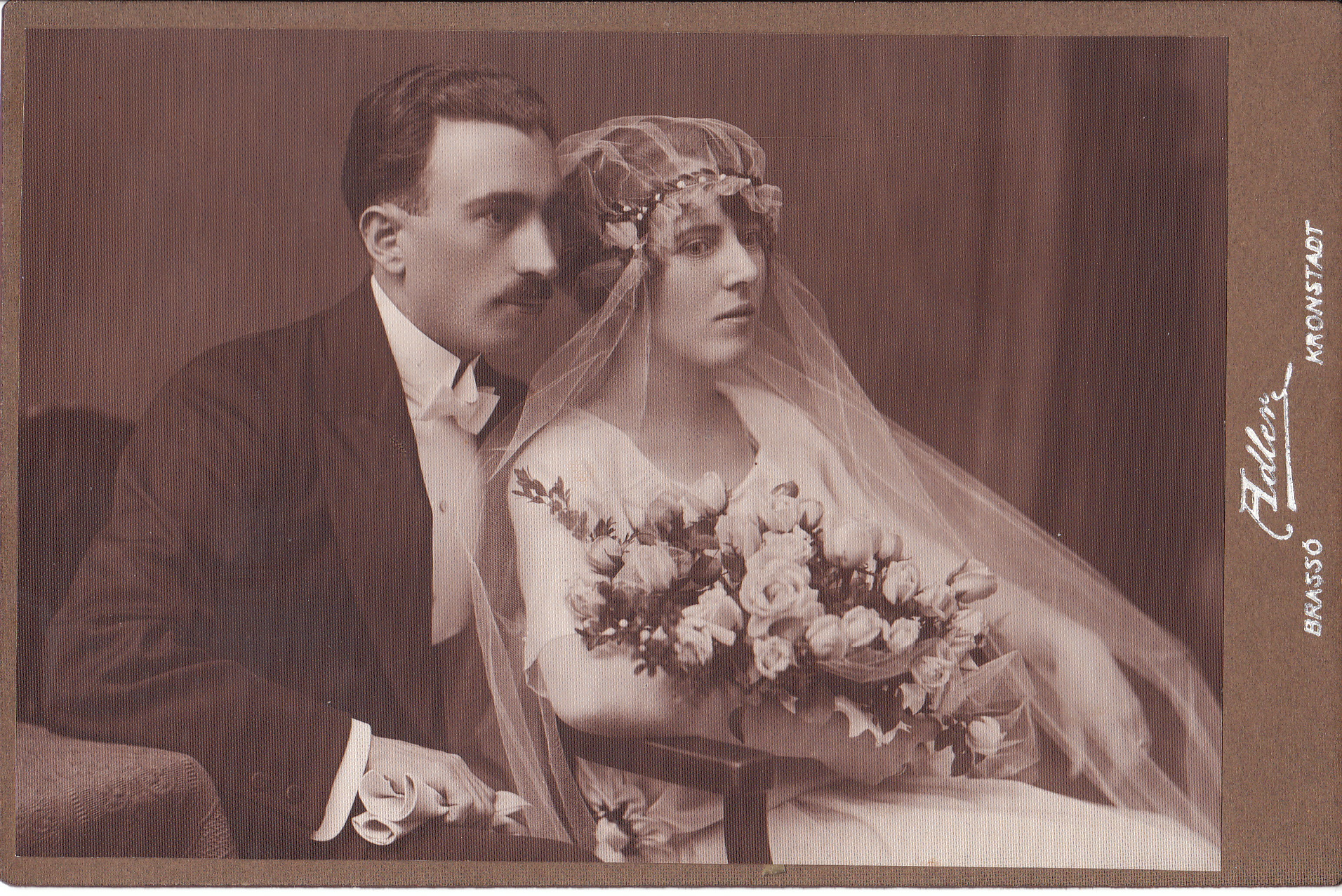
Rumunský svatební pár
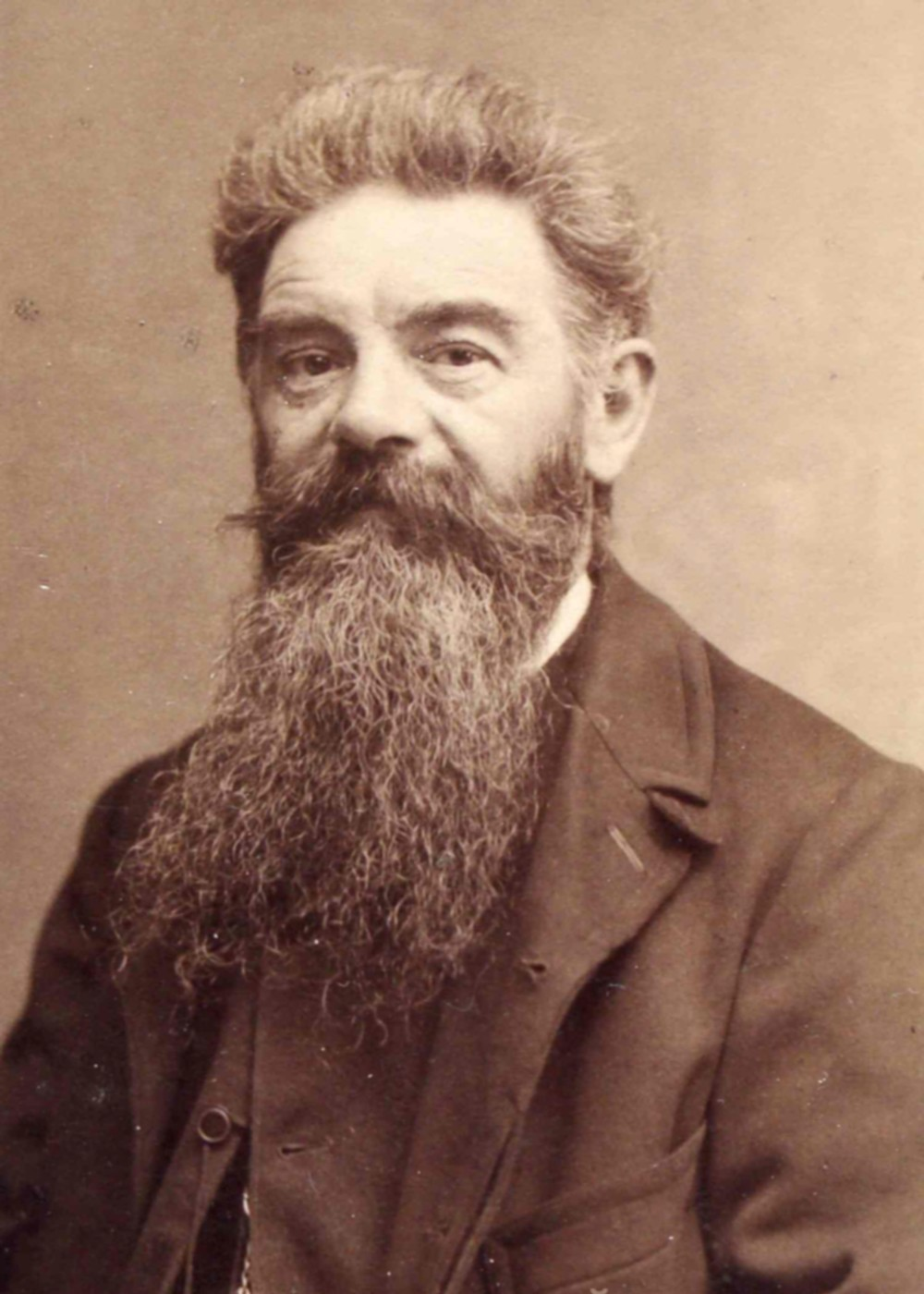
Mișu Popp, rumunský malíř
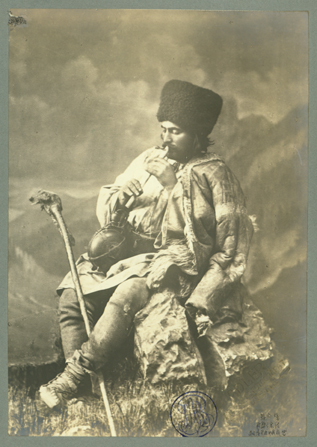
Pastýř z oblasti Brašov
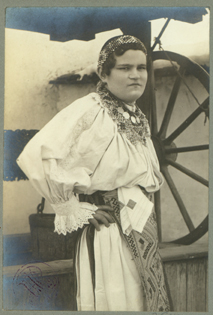
Ženský kostým z Bonţari
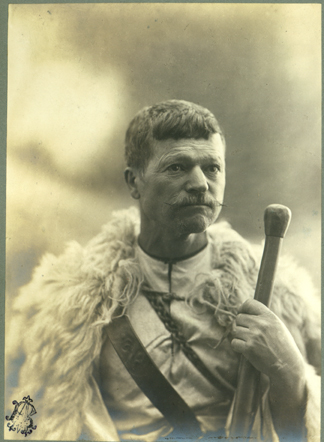
Oblíbený mužský kostým z Orăştioara cca 1910
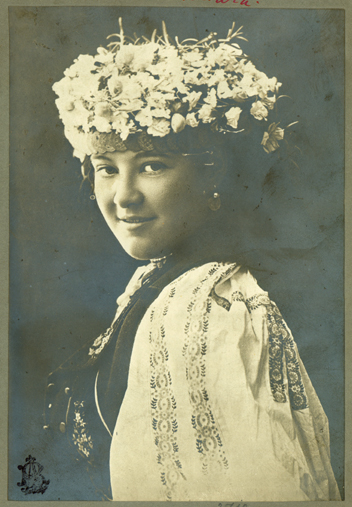
Ženský kroj
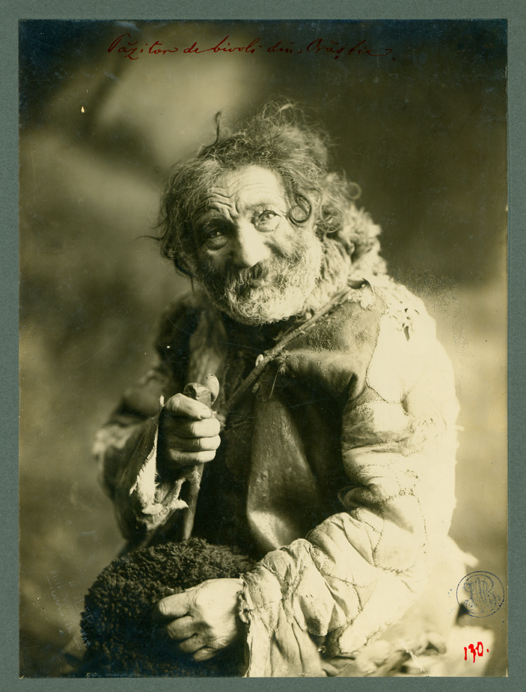
Strážce buvolů z Orastie